# Uni (chaty)
| wn · n | i |

| wn · n | i |

Uni el Anciano fue un chaty del faraón Meryra Pepy, de la sexta dinastía egipcia. Además de los títulos y funciones vinculadas a esa alta función oficial, llevaba también los títulos de Gobernador del Alto Egipto y General de los ejércitos del Rey.

## Biografía

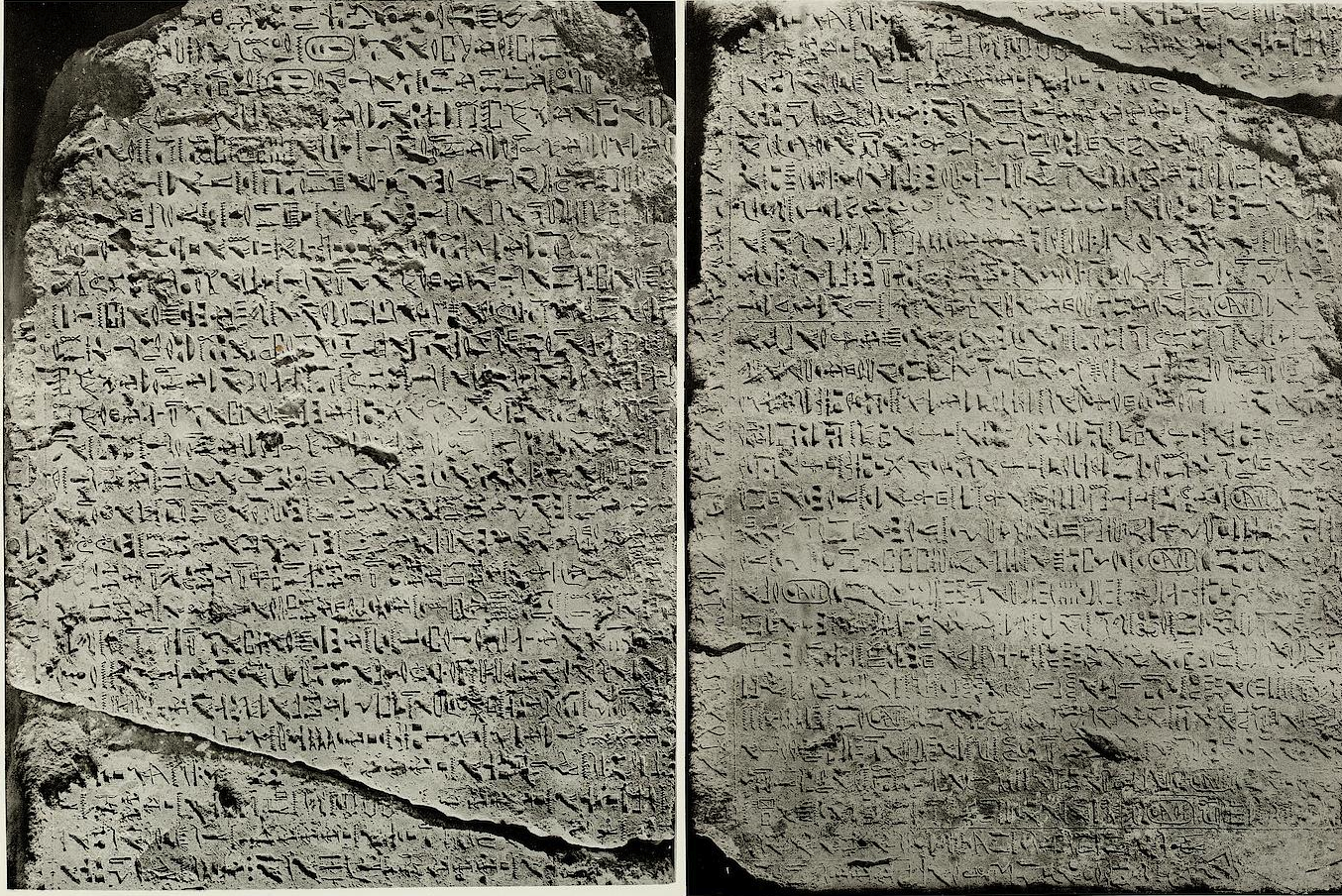
Autobigrafía de Uni (Weni), de Abydos, ahora en el Museo Egipcio de El Cairo.

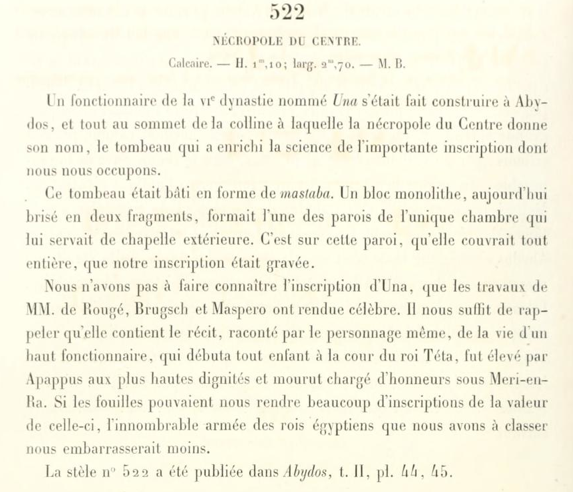
Autobiografía de Uni. Descripción del arqueólogo Auguste Mariette.

Uni comenzó su carrera administrativa con Teti y, tras la muerte de Meryra Pepy, fue nombrado Gobernador del Alto Egipto por Merenra I. Como magistrado supremo investigó la conspiración de la reina Amtes contra Pepy.
Dejó para la posteridad un texto describiendo las expediciones comerciales a Sinaí y Nubia que organizó, y sobre todo una campaña militar a Palestina, por la que parece ser un buen táctico:  

El ejército marchó en paralelo, una parte por mar en una potente flota y otra por tierra. En el escrito se nombra a los personajes que dirigían los distintos contingentes militares. El ejército y la flota se reunieron en Haifa, rodearon al enemigo y le infligieron una completa derrota. A pesar de la resistencia, las distintas ciudades fueron cayendo después del asedio sistemático de las distintas ciudadelas, regresando a Egipto victorioso y con un gran botín.

También mantuvo campañas en el Sinaí, y luchó contra los beduinos, la gente de las arenas.
Como comandante en jefe del ejército llevó a cabo una reorganización que perduró durante el Imperio Nuevo: incluyó reclutas nubios, creó el cuerpo de arqueros y organizó a las tropas de tal manera que imposibilitó la indisciplina y el pillaje incontrolado. Sus victorias le ganaron el privilegio de tomar personalmente el mando en las batallas, lugar reservado al faraón: es el primer caso en que se retrata así a un militar, excluidos los reyes. 
Como gobernador del Alto Egipto llevó a cabo muchas mejoras en las infraestructuras, algunas de las cuales eran beneficiosas para los militares. Su proyecto más conocido fue un canal que corría paralelo al Nilo, evitando la primera catarata y permitiendo la continuidad de la navegación.

## Sepultura
En 1860 Auguste Mariette encontró su tumba en la necrópolis de Abydos, durante una campaña de excavaciones organizada por el recién creado Servicio de Antigüedades egipcias.  
Se trata de una mastaba en la que se encontró una estela falsa puerta y dos pequeños obeliscos que encuadraban la entrada a la capilla de culto, así como relieves y una larga inscripción autobiográfica en una de las paredes. Todo ello se trasladó al Museo de El Cairo. 
Posteriormente la tumba ha sido estudiada en 1995 por sendas expediciones del Kelsey Museum y la Pennsylvania-Yale-New York University y de nuevo en 1999 y 2000 por un equipo del Kelsey Museum dirigido por la arqueóloga Janet Richards. Estas excavaciones revelaron nuevos relieves funerarios dejados in situ por Mariette y otra falsa puerta aún en lugar, aunque en varios fragmentos.
Nos revela, en particular, que el chaty llevaba también el apodo de Nefer nekhet mery-Rê, así como precisiones sobre sus orígenes que certifican que Uni pertenecía a una relevante familia. El hecho de que haya hecho construir su tumba en Abydos y no cerca del faraón, el tamaño de su mastaba y su lugar en la necrópolis consagrada demuestran su poder y son otras tantas señales precursoras de la futura importancia que tomaría la administración provincial sobre la centralizada de la monarquía.

### Citas
1. ↑  The Archaeology of Individuals at Abydos, Egypt. (en inglés)
2. ↑  Weni the Elder and His Mortuary Neighborhood at Abydos, Egypt